# Patricia Krenwinkel
Patricia Dianne Krenwinkel, nota anche con lo pseudonimo di Katie (Los Angeles, 3 dicembre 1947), è una criminale statunitense, condannata con gli altri assassini membri della "Famiglia Manson", guidata da Charles Manson. È conosciuta con diversi alias: Big Patty, Yellow, Marnie Reevers, Mary Ann Scott; all'interno della Famiglia, però, era generalmente chiamata "Katie".
In seguito alla morte di Susan Atkins, la Krenwinkel è adesso la detenuta con più anni passati all'interno del sistema federale californiano.

## Biografia

### Primi anni (1947-1967)
Nata a Los Angeles, California, figlia di un padre assicuratore ed una madre casalinga, Patricia Krenwinkel studiò alla University High School, poi alla Westchester High School. Era spesso vittima di bullismo, e aveva una scarsa stima di sé perché sovrappeso e a causa di un eccesso di peluria dovuto a dei problemi ormonali. Dopo il divorzio dei suoi genitori, la diciassettenne rimase a Los Angeles col padre fino al diploma. Per un periodo insegnò catechismo (era cristiana cattolica), ed ipotizzò di diventare suora; decise di frequentare un college gesuita, lo Spring Hill College, ma dopo un solo semestre abbandonò gli studi e andò a vivere con la sorellastra a Manhattan Beach, dove trovò lavoro.

### Anni nella famiglia Manson (1967-1969)
Dopo aver conosciuto Charles Manson nel 1967, si unì a lui e alle già conosciute "Charlie's Girls" (Ragazze di Charlie), Lynette Fromme e Mary Brunner. In alcune interviste, ammise di aver fatto sesso con Manson lo stesso giorno in cui si erano conosciuti, e che lui fu la prima persona a dirle che era bella. Affascinata dal suo carisma e desiderosa di attenzioni, decise di unirsi al gruppo e trasferirsi a San Francisco, abbandonando casa, macchina e ultimo salario.
Man mano che la Famiglia Manson cresceva, Katie (così ora veniva chiamata) e gli altri iniziarono un tour di 18 mesi fatto di droga e sesso, viaggiando nel "West" a bordo di un vecchio bus scolastico di colore nero. Avrebbe in seguito raccontato una versione idealizzata di quel periodo iniziale: «Eravamo come ninfe e creature dei boschi (del legno). Correvamo nei boschi con fiori nei nostri capelli, e Charles aveva un piccolo flauto». Nell'estate del 1968, Krenwinkel ed Ella Bailey stavano facendo l'autostop nella zona di Los Angeles quando Dennis Wilson, batterista e membro fondatore dei Beach Boys, le fece salire sulla propria auto.
Dopo essere state invitate a casa sua mentre lui partecipava ad una sessione di registrazione, Krenwinkel e Baily contattarono la Famiglia e raccontarono del loro nuovo "alloggio temporaneo". Quando Wilson tornò quella sera, trovò Manson e il resto della Famiglia che mangiavano il suo cibo, dormivano nelle sue camere da letto e festeggiavano dentro e fuori la sua casa. Dopo qualche tempo e dopo avergli causato qualche problema finanziario, Manson e gli altri lasciarono la sua abitazione.
Sempre nel 1968, Krenwinkel e la Famiglia decisero di vivere in isolamento dal resto della società; persuasero dunque l'anziano e cieco George Spahn a permettergli di vivere nella sua proprietà, lo "Spahn Movie Ranch", sulle colline sopra la vallata di San Fernando. Krenwinkel agì come una madre per i figli illegittimi della Famiglia, e fu vista come un'intensa e devota seguace di Charles Manson.

### Omicidi Tate-LaBianca

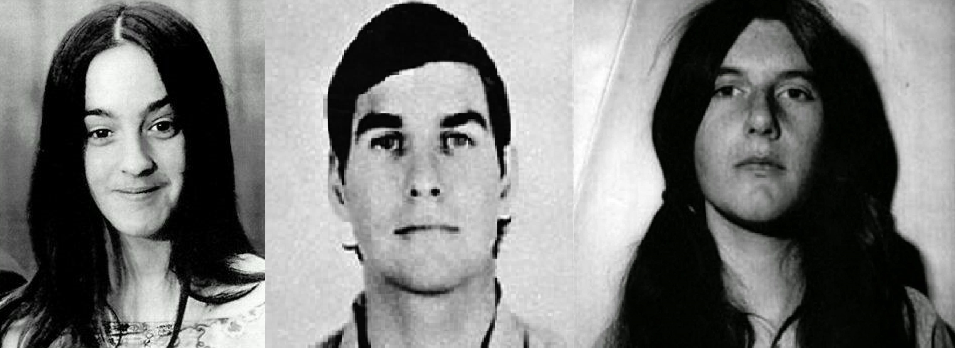
Le foto segnaletiche di Susan Atkins, Charles "Tex" Watson e Patricia Krenwinkel, autori dell'omicidio di Sharon Tate e dei suoi amici.

Krenwinkel partecipò nei famosi omicidi del 9 agosto 1969 a 10050 Cielo Drive, casa dell'attrice Sharon Tate e del marito, il regista Roman Polanski. Tate era incinta di più di otto mesi. Dopo che Charles "Tex" Watson sparò e uccise Steven Parent, un teenager che si trovava all'interno della proprietà per una visita, Watson, Susan Atkins e Krenwinkel entrarono nella casa, creando il caos. Krenwinkel portò Abigail Folger dalla stanza da letto al salone, lottando con lei e, infine, uccidendola a coltellate (venne detto che Folger aveva cercato di fuggire dopo le prime coltellate, e Patricia la inseguì, continuando ad accoltellarla); la vittima la pregò di fermarsi dicendole: «Fermati, sono già morta!». Krenwinkel, però, continuò ad accoltellarla così brutalmente che la vestaglia bianca della donna apparì completamente rossa agli inquirenti, il mattino successivo. Dopo aver ucciso Folger, Krenwinkel tornò dentro, chiamò Watson, che a sua volta accoltellò Folger. Durante il processo, Krenwinkel disse: « ...la accoltellai e continuai ad accoltellarla». Quando le fu chiesto cosa provasse in quel momento, Patricia rispose: «Nulla, ma dico, cosa dovrei descrivere? Era quello, ed era la cosa giusta».
Seguendo gli ordini di Manson, Krenwinkel partecipò attivamente ad ulteriori omicidi la notte successiva. Krenwinkel raccontò (29 dicembre, 2016) gli eventi del 10 agosto 1969, quando insieme a Manson, Watson, Atkins, Steve Grogan, Lesie Van Houten, e Linda Kasabian, lei si diresse verso la casa del dirigente d'azienda Leno LaBianca e di sua moglie, Rosemary (Waverly Drive, Los Feliz, Los Angeles). Dopo che Manson e Watson legarono la coppia, Manson andò via, dando ordine a Van Houten e Krenwinkel di andare con Watson e fare qualsiasi cosa lui dicesse. Watson disse loro di portare la signora LaBianca nella camera da letto ed ucciderla. Lasciando Manson, Atkins, Grogan e Kasabian fuori in macchina, il trio poi uccise anche il marito.
Questi furono gli eventi: Krenwinkel prese un coltello dal cassetto della cucina. Dopo che lei e Van Houten legarono la signora LaBianca con il cavo di una lampada e misero la federa di un cuscino sopra la sua testa, lasciandola ad ascoltare le urla del marito che, nel frattempo, stava venendo accoltellato nel salone da Watson. La donna iniziò a divincolarsi. Krenwinkel prese una forchetta dalla cucina e la utilizzò per colpire il signor LaBianca. Con un panno scrisse col suo sangue sulle pareti e sul frigorifero ("DEATH TO PIGS", "HeaLter Skelter"). Krenwinkel, dunque, procedette con l'omicidio di Rosemary LaBianca, mentre Van Houten la tratteneva per lei. Il coltello, però, si piegò e non fu possibile continuare a colpirla con esso; un altro coltello venne procurato da Watson. Il signor LaBianca fu ritrovato con 26 coltellate ed altre 14 ferite da punta.
Secondo il libro di Watson, Will You Die for Me?, fu lui ad incidere la parola "WAR" (guerra) sull'addome di Leno LaBianca, ma a volte tale atto è attribuito a Krenwinkel. Il forchettone utilizzato per colpirlo venne lasciato ancora incastrato nel suo addome. Krenwinkel disse che l'unica cosa a cui stava pensando in quel momento era "adesso non manderà nessuno dei suoi figli in guerra". Dopo aver fatto l'autostop per tornare allo Spahn's Ranch, i tre rimasero un po' nella casa, dove mangiarono, si lavarono, e giocarono con i due cani. Nel frattempo, Manson, Atkins, Kasabian e Grogan continuarono a girovagare in auto per Los Angeles cercando qualcun altro da uccidere, per poi non fare nulla.

### Arresto
Mentre la polizia di Los Angeles era impegnata nelle indagini, iniziarono a circolare voci allo Spahn Ranch che coinvolgevano la Krenwinkel ed altri membri della Family negli omicidi. Una settimana dopo i fatti di sangue, il 16 agosto 1969, la polizia fece una retata nel ranch ed arrestò Krenwinkel, Manson e altri membri della family con l'accusa di sospetto furto d'auto. Poco tempo dopo, il gruppo venne rilasciato per mancanza di prove. A seguito dell'episodio, la Family cominciò a perdere membri a poco a poco. Dopo la retata del 16 agosto, Manson decise di trasferire il gruppo al Barker Ranch nella Valle della Morte. Tra agosto e ottobre, la Famiglia passò il tempo a convertire auto rubate in dune buggy, ma il 10 ottobre il gruppo cadde vittima di un nuovo raid della polizia venendo nuovamente arrestato. Questa volta, il padre della Krenwinkel riuscì a farla uscire dal carcere, ma la ragazza fece immediatamente ritorno al Barker Ranch. Al suo ritorno, Manson (che non era stato arrestato il 10 ottobre), le ordinò di andare in Alabama a vivere con la madre fino a quando non l'avesse richiamata. Manson venne arrestato il 12 ottobre.
Nel frattempo, in carcere Susan Atkins aveva iniziato a raccontare alle compagne di cella Virginia Graham e Veronica "Ronnie" Howard il suo coinvolgimento negli omicidi Tate-LaBianca. A causa delle dichiarazioni della Atkins riferite alla polizia dalla Howard, Krenwinkel venne arrestata vicino alla casa di sua zia a Mobile (Alabama), il 1º dicembre 1969. Il giorno dopo, Patricia fu incriminata per sette capi di accusa di omicidio di primo grado. Dopo l'arresto, la Krenwinkel dichiarò di essere fuggita in Alabama perché aveva paura che Manson potesse ucciderla. Nel febbraio 1970, accettò l'estradizione in California per partecipare al processo che la vedeva imputata insieme a Manson, Leslie Van Houten, e Susan Atkins.

### Processo e condanna

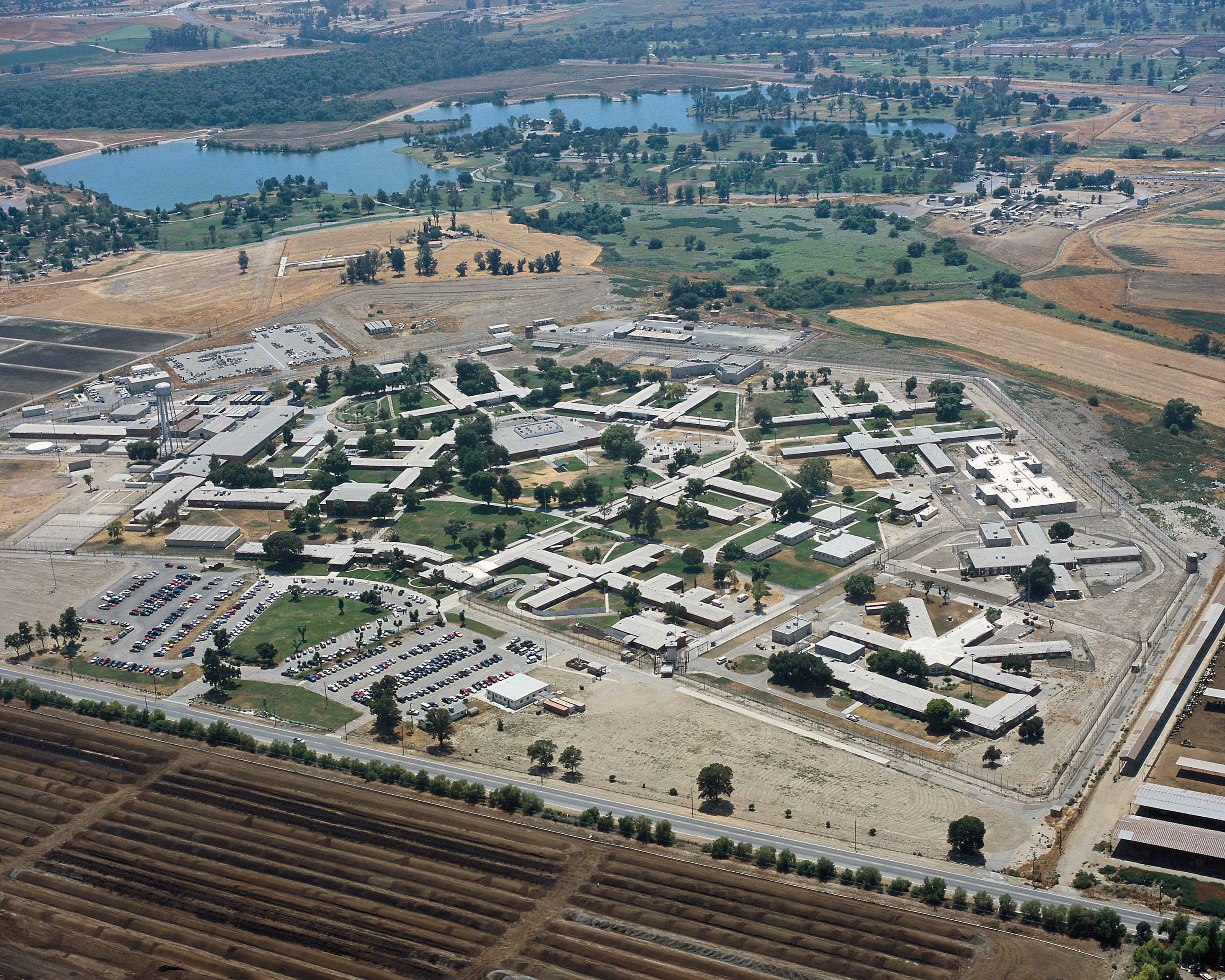
Il California Institution for Women

L'avvocato difensore della Krenwinkel, Paul Fitzgerald, suggerì che nonostante le impronte della sua cliente fossero state rinvenute all'interno della casa di Sharon Tate, la ragazza potesse essere stata una semplice ospite o un'amica della coppia Tate-Polanski. Apparentemente non sorpresa dalla possibilità di un verdetto di colpevolezza e di una condanna a morte, la Krenwinkel trascorse gran parte del processo disegnando scarabocchi di diavoli e altre figure sataniche. Durante tutto il processo, rimase fedele a Manson e alla Famiglia. La dimostrazione di questa fedeltà includeva camminare mano nella mano con Atkins e Van Houten, cantare canzoni scritte da Manson, oltre a radersi a zero la testa e incidersi una "X" sulla fronte, proprio come aveva fatto Manson poco tempo prima.
Al termine del processo durato nove mesi, il 29 marzo 1971 tutti gli imputati furono condannati a morte. Patricia Krenwinkel e altre due donne furono trasferite da Los Angeles al California Institution for Women (CIW) nei pressi di Corona (California).

### Vita in carcere
La Krenwinkel fu condannata a morte per l'omicidio di primo grado di sette persone (Abigail Ann Folger, Wojciech Frykowski, Steven Earl Parent, Sharon Tate Polanski, Jay Sebring, Leno e Rosemary La Bianca). La sentenza impostale (come quelle di Manson, Watson, Atkins, e Van Houten) fu automaticamente commutata in ergastolo quando lo Stato della California abolì la pena di morte nel 1972. Agli inizi della sua vita in carcere, Patricia rimase fedele a Manson e alla Famiglia, ma con il passare del tempo si dissociò sempre più dalla setta. Distanziandosi da Manson, divenne un prigioniero modello e prese un dottorato presso il Dipartimento di Salute e Servizi Umani della University of La Verne.
Nel corso di un'intervista concessa a Diane Sawyer nel 1994, Patricia Krenwinkel disse: «Mi sveglio ogni giorno sapendo di essere una distruttrice della cosa più preziosa, che è la vita; e lo faccio perché è quello che mi merito, svegliarmi ogni mattina e sapere di essere un'assassina». Nel 2014 è stato distribuito il documentario Life After Manson, diretto da Olivia Klaus e basato sulla sua storia.

## Riferimenti nella cultura di massa
- Nel film TV Bel Air - La notte del massacro del 1976, Patricia Krenwinkel è interpretata da Christina Hart.
- Nel film The Manson Family di Jim Van Bebber del 2003, la Krenwinkel è interpretata da Leslie Orr.
- Nel film TV Helter Skelter del 2004, Patricia Krenwinkel è interpretata da Allison Smith.
- Nel film Leslie, il mio nome è il male del 2009 diretto da Reginald Harkema, la Krenwinkel è interpretata da Kaniehtiio Horn.
- Nel film Charlie Says di Mary Harron del 2018, Patricia Krenwinkel è interpretata da Sosie Bacon.
- Nel film Sharon Tate - Tra incubo e realtà di Daniel Farrands del 2019, la Krenwinkel è interpretata da Fivel Stewart.
- Nel film C'era una volta a... Hollywood di Quentin Tarantino del 2019, Patricia Krenwinkel è interpretata da Madisen Beaty.